# Ormtjärnen (Piteå socken, Norrbotten)
Ormtjärnen är en sjö i Piteå kommun i Norrbotten och ingår i Byskeälvens huvudavrinningsområde. Sjön har en area på 0,0456 kvadratkilometer och ligger 315,8 meter över havet.

## Delavrinningsområde
Ormtjärnen ingår i det delavrinningsområde (726389-169894) som SMHI kallar för Mynnar i Gäddträskån. Medelhöjden är 380 meter över havet och ytan är 10,49 kvadratkilometer. Det finns inga avrinningsområden uppströms utan avrinningsområdet är högsta punkten. Vattendraget som avvattnar avrinningsområdet har biflödesordning 4, vilket innebär att vattnet flödar genom totalt 4 vattendrag innan det når havet efter 95 kilometer. Avrinningsområdet består mestadels av skog (87 procent). Avrinningsområdet har 0,05 kvadratkilometer vattenytor vilket ger det en sjöprocent på 0,4 procent.